# Zonitomorpha sibuti
Zonitomorpha sibuti es una especie de coleóptero de la familia Meloidae.

## Distribución geográfica
Habita en los territorios que antes se llamaban el Congo francés (África).